# Château de Noirmoutier
Le château de Noirmoutier est un château fort situé sur l'Île de Noirmoutier dans le département de la Vendée. Il domine la ville de Noirmoutier-en-l'Île de son donjon haut de près de 20 mètres. Ce château qui est, avec l'église voisine, tout ce qui reste de l'abbaye de Noirmoutier, témoigne de l'architecture médiévale du XIIe siècle.

## Histoire
Les premières traces du château apparaissent en 830 avec la construction du castrum  de l'abbaye par l'abbé Hilbold, du monastère de Saint-Philbert. Il sert alors à défendre les moines et la population de l'île contre les raids vikings (ces Normands débarquent à Noirmoutier en juin 830, août 835, 843, juillet 846). A cette époque l'île se rattachait au comté d'Herbauges et le comte Renaud, qui s'y était installé est alors mis en fuite par les drakkars normands.
Le château est reconstruit en pierre au XIIe siècle par le pouvoir féodal qui essaie de stabiliser la région notamment. L'île se retrouve alors sous la coupe des seigneurs de La Garnache. Le donjon est construit par Pierre V de La Garnache, puis une enceinte pourvue de tours est construite et entoure la basse-cour.
Au XIVe siècle, le château est détenu par la famille de la Trémoille, alors vicomte de Thouars.
Le château va résister à de nombreuses attaques :
- les Anglais en 1342 et en 1360 puis en 1386 sous les ordres du comte d'Arundel,
- les Espagnols en 1524 puis en 1588.

Mais en 1674, il est pris par les troupes hollandaises de l'amiral Tromp.
En 1690, une maison est construite dans l'enceinte du château par le seigneur de La Paunière, gouverneur de l'île et du château. Il en fait sa demeure.
Le château est vendu en 1720 à Louis IV Henri de Bourbon-Condé qui le revend en 1767 à Louis XV.
Durant la Révolution, le château sert de prison militaire : le Général d'Elbée y est incarcéré avant d'être fusillé sur la place d'armes par les troupes républicaines, assis dans un fauteuil (le siège est depuis conservé dans une salle du château). Il est transformé en caserne milieu du XIXe siècle.
En 1871, durant la Commune, des insurgés y sont emprisonnés.
En 1901, le château est acquis par la commune de Noirmoutier-en-l'Ile. Il fait office de prison lors des Première et Seconde guerres mondiales.
Depuis 1993, le château de Noirmoutier accueille à l'intérieur de ses murs, dans sa cour, des représentations du "Festival de Noirmoutier-en-l'Ile", organisé par le "Théâtre régional des Pays de la Loire". 
Le donjon abrite le musée du château de Noirmoutier, labellisé Musée de France en 2003.

## Architecture

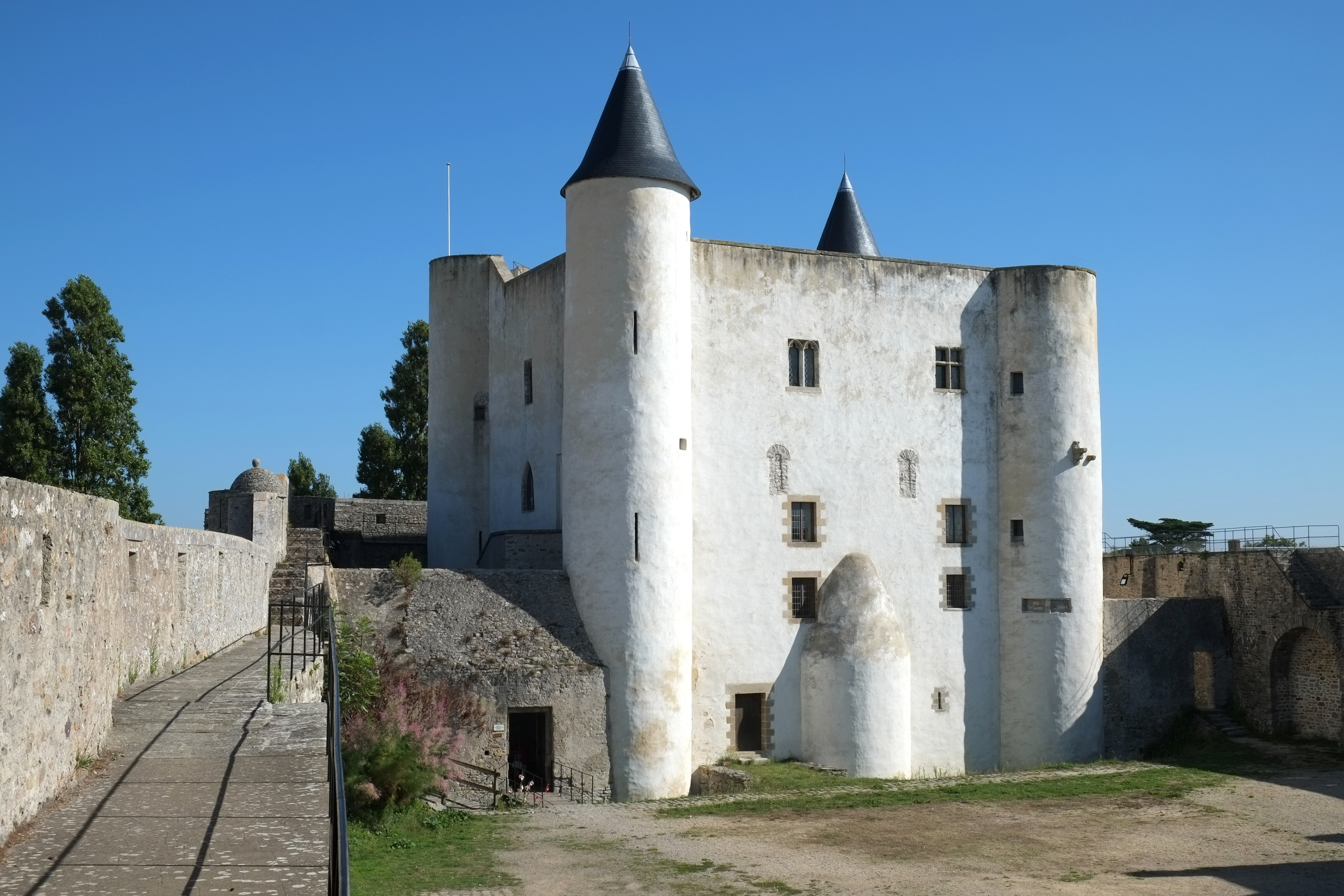
Donjon et chemin de ronde du mur d'enceinte du château.

Le château se compose d'un mur d'enceinte avec chemin de ronde, formant un quadrilatère d'environ 100 m sur 50 m, flanqué aux angles de deux tours et de deux échauguettes, et entourant le donjon central. Ce donjon est un gros massif cubique (environ 19 x 15 m) construit en moellons grossiers à la fin du XIe siècle. Recouvert d'un crépi, il comporte trois étages dont le dernier correspond à l'habitat seigneurial, et un mur de refend longitudinal. Flanqué à ses angles de quatre tourelles défensives, dont deux ont des toits en poivrières, elles sont dotées d'archères. Au milieu de chacune de ses faces, un contrefort hémicylindrique à amortissement conique permet aux grandes archères d'assurer le flanquement de ces faces, sans que de hauts contreforts médians y fassent obstacle. Comme dans la plupart des donjons du XIIe siècle, les deux premiers niveaux étaient à l'origine totalement aveugles, pour des raisons défensives. Ils n'ont été percés de baies que depuis le XVIIIe siècle. 
L'enceinte rectangulaire, construite au XVIe siècle ou plus tard sur l'emplacement d'anciennes courtines, est constituée de deux tours, d'une seule porte et de deux échauguettes aux quatre angles.
Des travaux de défenses et de renforcement des bâtiments sont effectués pendant la guerre de Cent Ans. Le donjon est transformé en ouvrage d'artillerie au début du XVIIIe siècle et les tours du château sont reconstruites.
L'ensemble du château, le donjon, la cour, l'enceinte et les fossés gazonnés ont été classés monuments historiques par arrêté du 18 juillet 1994.

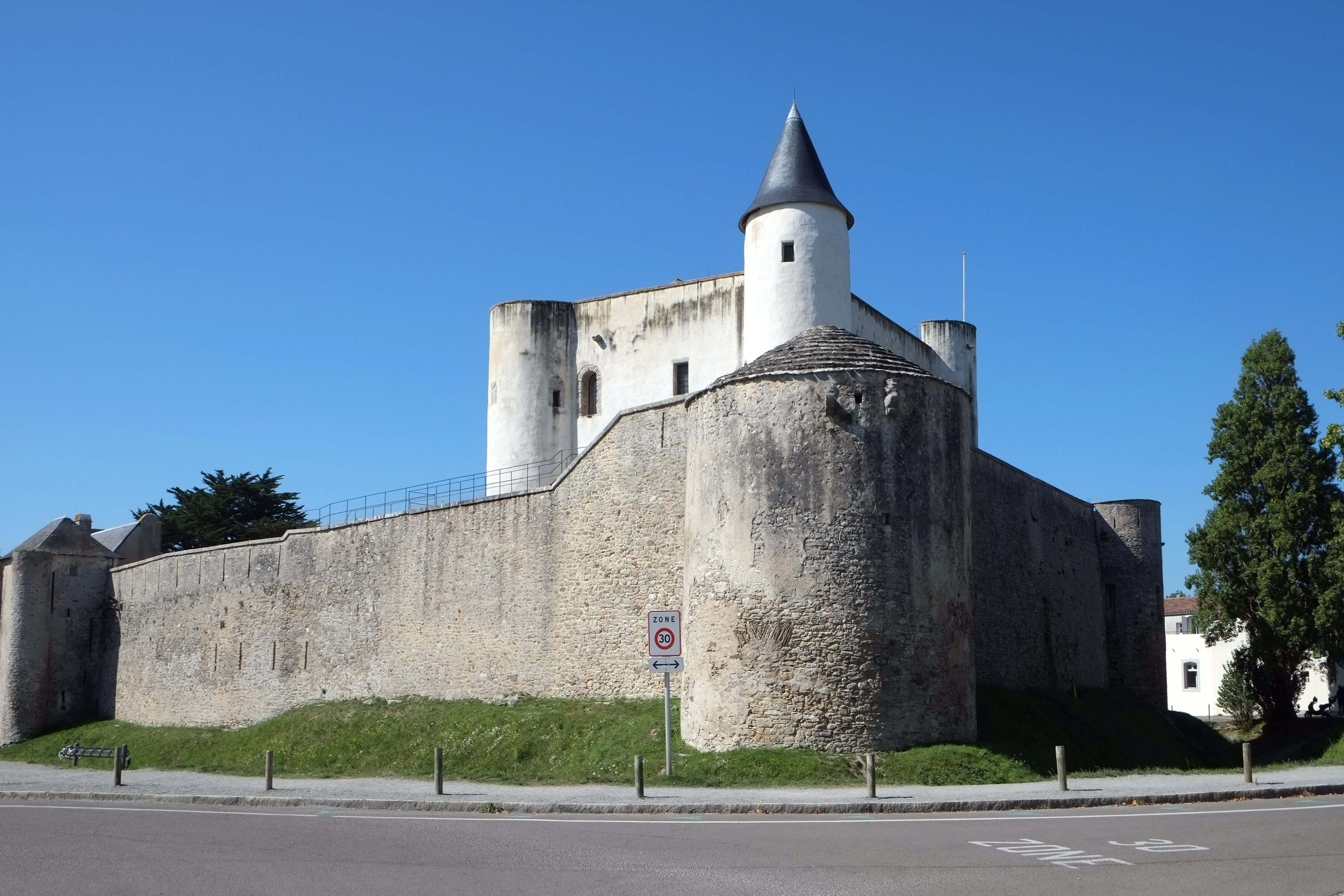
Le château.
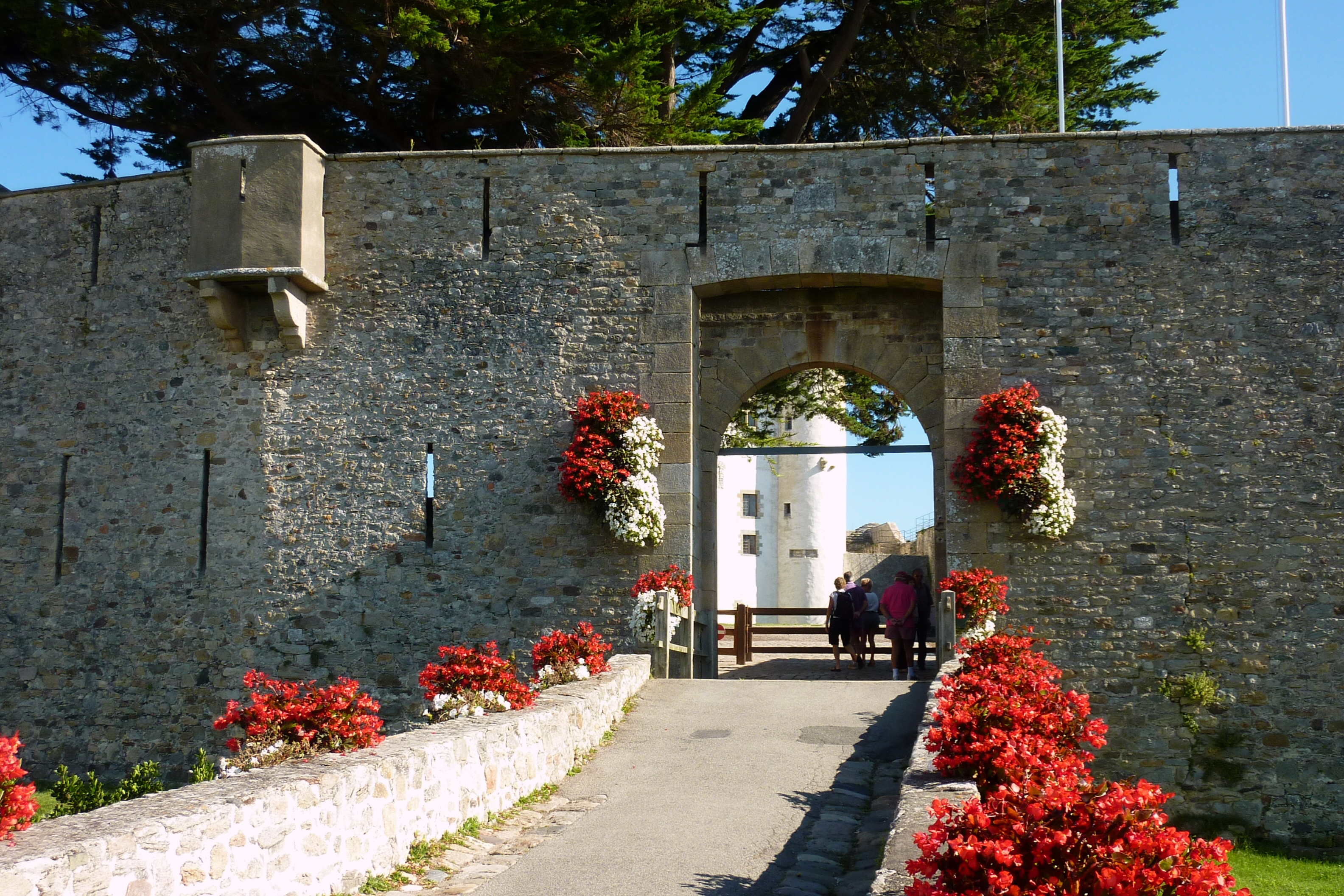
Entrée du château.
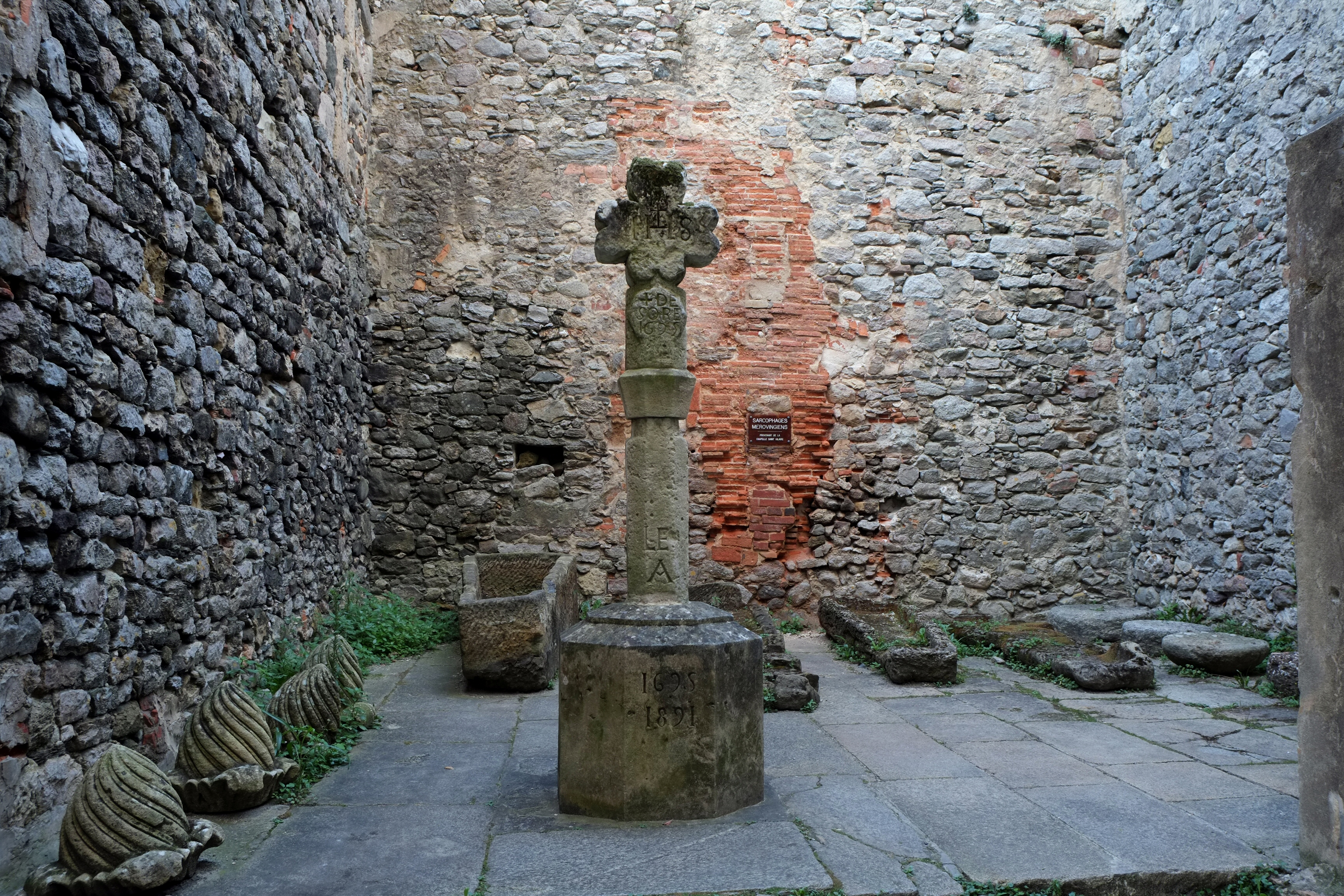
Sarcophages mérovingiens dans le donjon du château.
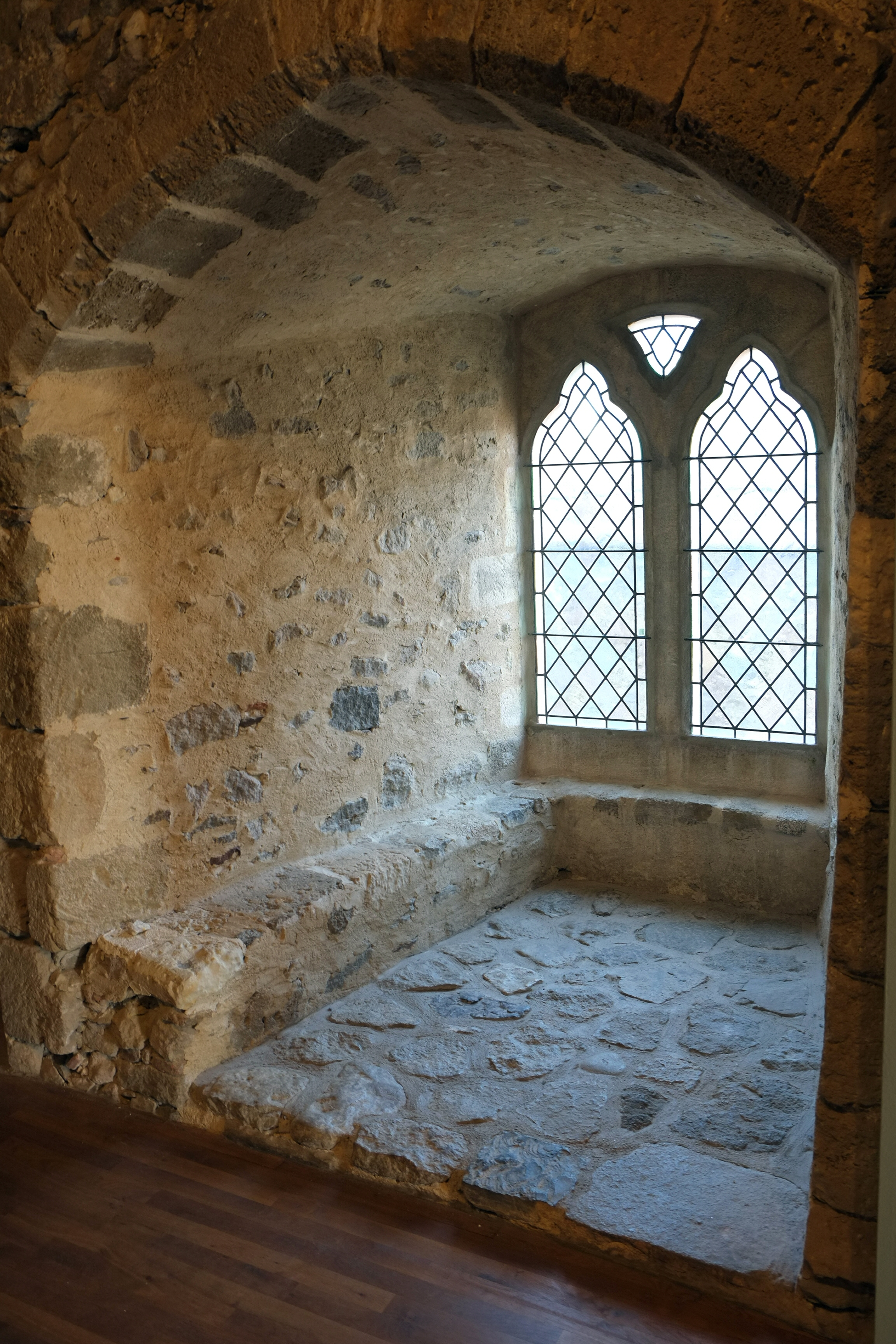
Mur et fenêtre à coussièges du donjon du château.
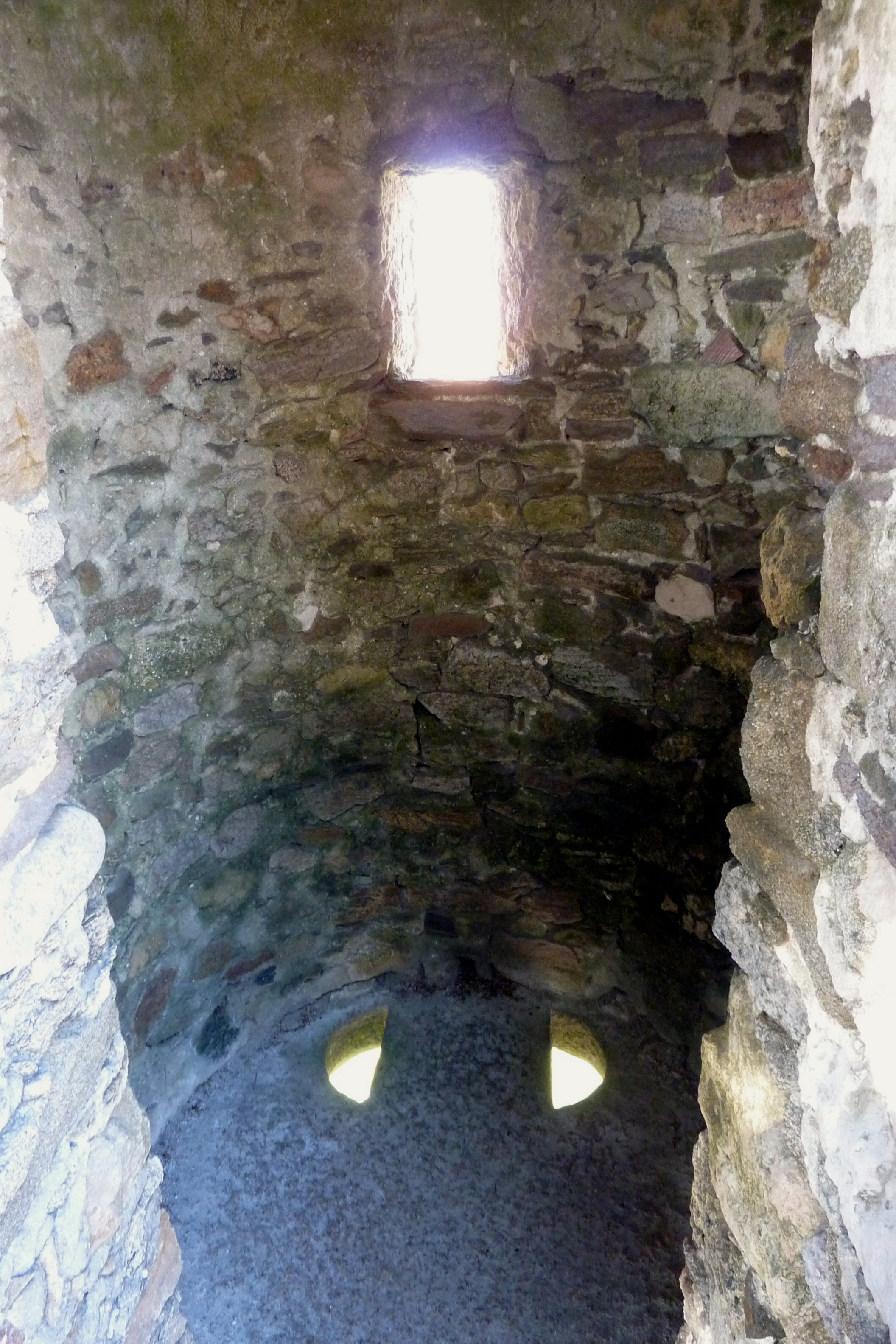
Échauguette du mur d'enceinte du château où l'on pouvait uriner par les ouvertures aménagées au sol.
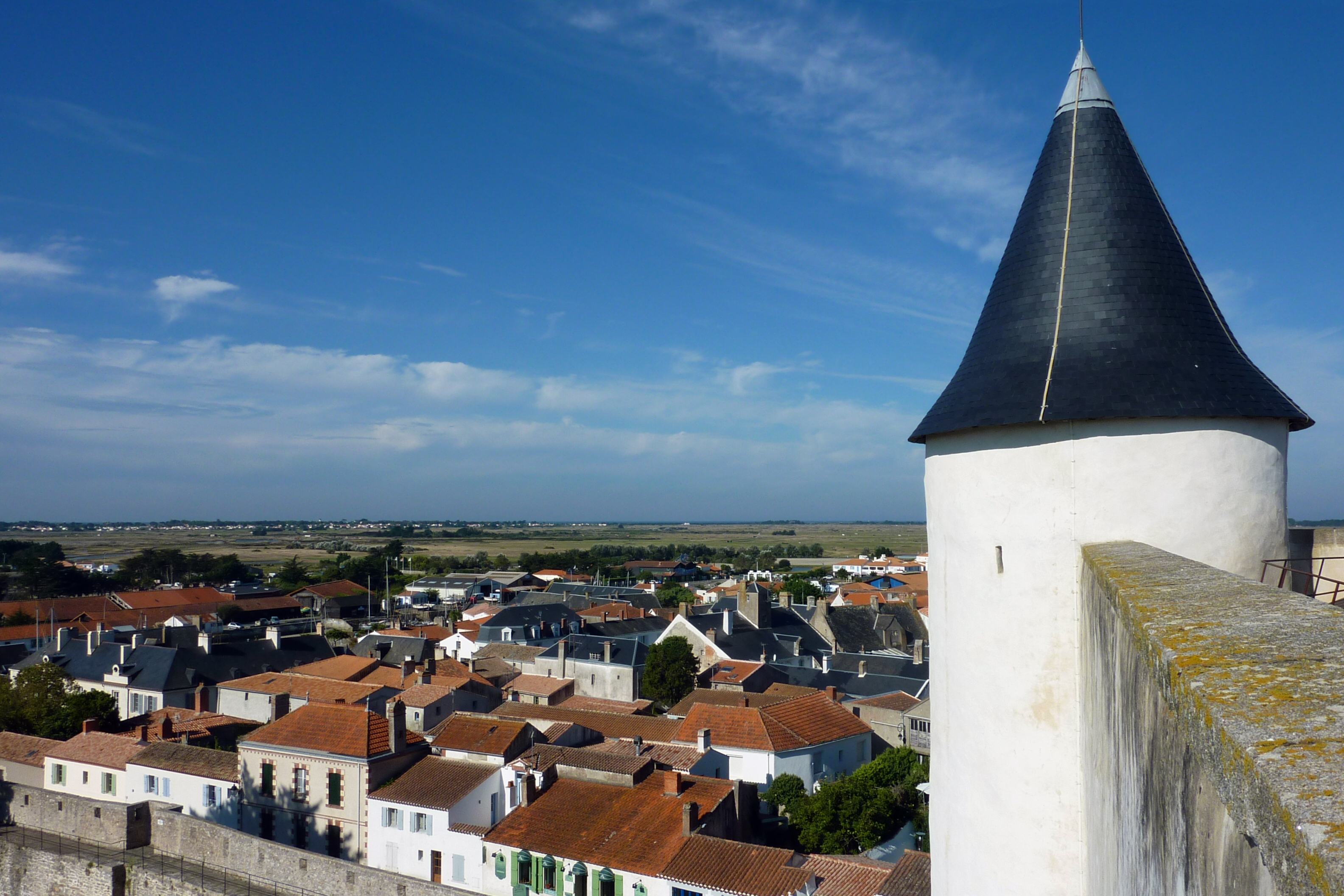
Tour du donjon du château et vue sur la ville.

## Musée du château
Depuis 1934, la Société des amis de Noirmoutier entretient un fond lié à l'histoire de l'île. La collection est variée : histoire et archéologie locale, peintures, ornithologie, objets de marine, faïences de Jersey (plus de 600 pièces).